# Chris Long
Christopher Howard Long (Santa Monica, 28 marzo 1985) è un ex giocatore di football americano statunitense che ha militato nel ruolo di defensive end nella National Football League (NFL). Fu scelto nel corso del primo giro (2º assoluto) del Draft NFL 2008 dai St. Louis Rams. Al college ha giocato a football all’Università della Virginia venendo premiato come All-American. È il figlio dell'Hall of Famer Howie Long.

## Carriera professionistica

### St. Louis Rams
Long fu scelto dai St. Louis Rams come secondo assoluto nel Draft 2008. Tale selezione fece di lui il secondo figlio di un Hall of Famer, dopo Kellen Winslow II, ad essere scelto nel primo giro nella storia dei Draft NFL.
Il 14 settembre 2008, Long recorded mise a segno il suo primo sack ai danni di Eli Manning dei New York Giants. La sua prima partita con due sack avvenne contro i New England Patriots il 26 ottobre 2008. Alla fine della sua prima stagione fu inserito nella formazione ideale dei rookie dalla Pro Football Writers Association e da Sporting News. Long giocò come titolare tutte le 16 partite (14 come defensive end destro, 2 come defensive end sinistro) per i Rams nel 2008, terminando con 4 sack totali.

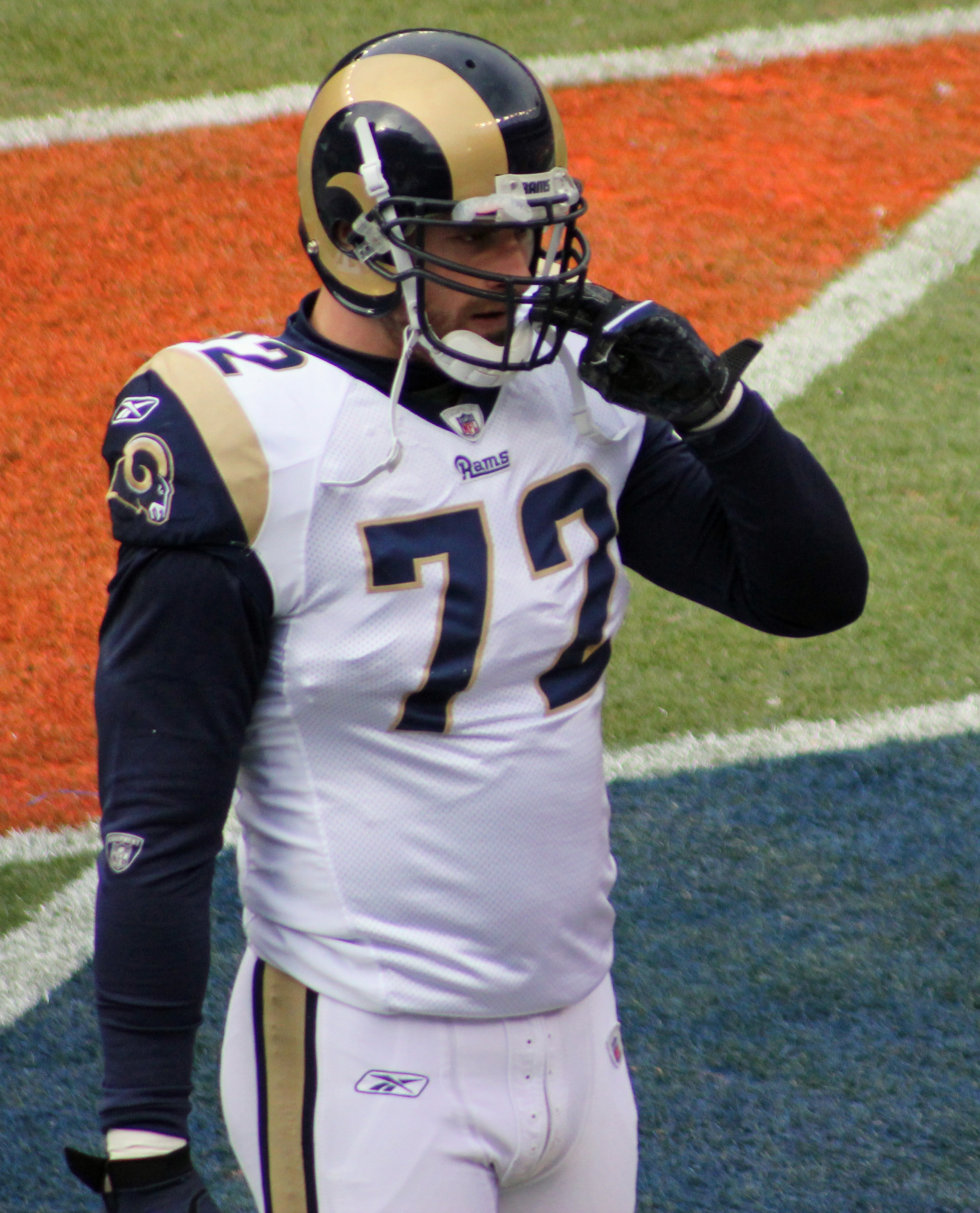
Long nel 2010.

Nel 2009, Long giocò ancora come defensive end destro e sinistro per i Rams totalizzando 5 sack, il secondo risultato della squadra. Inoltre guidò tutti gli uomini della linea difensiva con 43 tackle (33 solitari e 10 assistiti) e per la seconda stagione consecutiva guidò i Rams in pressioni sul quarterback.
Nel 2010 Long fu spostato definitivamente nel ruolo di defensive end sinistro, un ruolo occupato precedentemente da Leonard Little, il quale si adattava meglio alle sue caratteristiche naturali secondo lo staff degli allenatori. Nelle settimana 6 del 2010, contro i San Diego Chargers, Long mise a segno e fu nominato miglior difensore della NFC della settimana. Long inoltre contribuì a limitare i Chargers, che guidavano la lega in yard guadagnate, a totalizzare solo 287 yard. Per la terza stagione consecutive guidò la sua squadra in pressioni sul quarterback.
Nel 2011 Long decise di cambiare numero di maglia, passando dal 72 al suo ex numero al college, il 91. Il 17 settembre 2011, i Rams e Long acconsentirono a ristrutturare il suo contratto per risparmiare soldi sul salary cap. L'accordo incluse un bonus alla firma di 12,1 milioni di dollari.
Il 30 ottobre 2011, Long stabilì un nuovo primato in carriera con 3 sack contro i New Orleans Saints venendo nominato da Sports Illustrated miglior difensore della NFC della settimana. Long terminò la stagione 2011 con un record personale di 13 sack, venendo scelto come riserva per il Pro Bowl.
Il 29 luglio 2012, Long firmò coi Rams un'estensione contrattuale quadriennale del valore di oltre 50 milioni di dollari, 27 milioni dei quali garantiti. Nella stagione 2012 Long guidò i Rams con 11,5 sack e fu ancora selezionato come riserva per il Pro Bowl. Il 30 dicembre 2012 pareggiò il suo primato in carriera con 3 sack contro i Seattle Seahawks.
Nella settimana 8 della stagione 2013 contro i Seahawks, Long mise a segno tre sack.
Nella prima settimana del 2014, Long subì un infortunio a una caviglia che richiese un intervento chirurgico, venendo posto in lista infortunati per almeno due mesi.
Il 19 febbraio 2016, Long fu svincolato dai Rams.

### New England Patriots
Il 15 marzo 2016, Long firmò con i New England Patriots. Il 5 febbraio 2017 scese in campo come titolare nel Super Bowl LI, vinto dai Patriots contro gli Atlanta Falcons ai tempi supplementari (prima volta nella storia del Super Bowl) con il punteggio di 34-28.

### Philadelphia Eagles

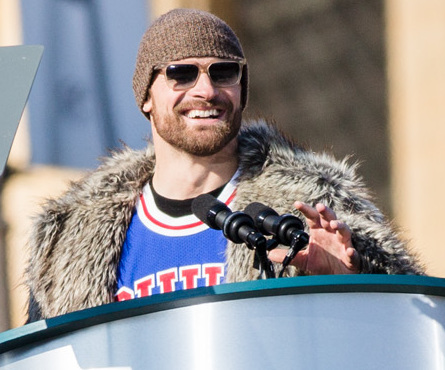
Long durante la parata per la vittoria del Super Bowl LII

Il 28 marzo 2017, Long firmò un contratto biennale con i Philadelphia Eagles. Con essi il 4 febbraio 2018 vinse il suo secondo titolo consecutivo, battendo i suoi ex Patriots nel Super Bowl LII.

## Palmarès

### Franchigia
- Super Bowl : 2

New England Patriots: LI
Philadelphia Eagles: LII
- American Football Conference Championship: 1

New England Patriots: 2016
- National Football Conference Championship: 1

Philadelphia Eagles: 2017

### Individuale
- Walter Payton Award - 2018
- Defensive lineman dell'anno - 2011
- Difensore della NFC della settimana

6ª del 2010, 8ª del 2011
- PFWA All-Rookie Team - 2008
- Ted Hendricks Award (2007)